# Vetralla
Vetralla är en ort och kommun i provinsen Viterbo i regionen Lazio i Italien. Kommunen hade 13 978 invånare (2018).